# Schleierwasserfall
La Schleierwasserfall, in italiano la "Cascata Velo", è una cascata
di 60 metri nei Monti del Kaiser vicino a Sankt Johann in Tirol, in Austria.

## Sito d'arrampicata
Al di sotto della cascata c'è un importante sito d'arrampicata che offre circa 150 vie la maggior parte delle quali di difficoltà superiore all'8a. È il luogo dove Alexander Huber ha aperto le sue vie più dure.
Diverse vie del posto come Open Air, Weiße Rose e Fugu sono state salite da Adam Ondra.

### I settori
Il sito è diviso nei settori:
- Skywalk
- Graue Wand
- Aquarium
- Wasserfall
- Mitte
- Haupt
- White Winds

### Le vie
Le vie più difficili:
- 9a+/5.15a:
  - Open Air - 1996 - Alexander Huber
- 9a/5.14d:
  - Fugu - 2009 - Adam Ondra[1]
  - Mongo - 2005 - Markus Bendler
  - Weiße Rose - 1994 - Alexander Huber

## Galleria d'immagini

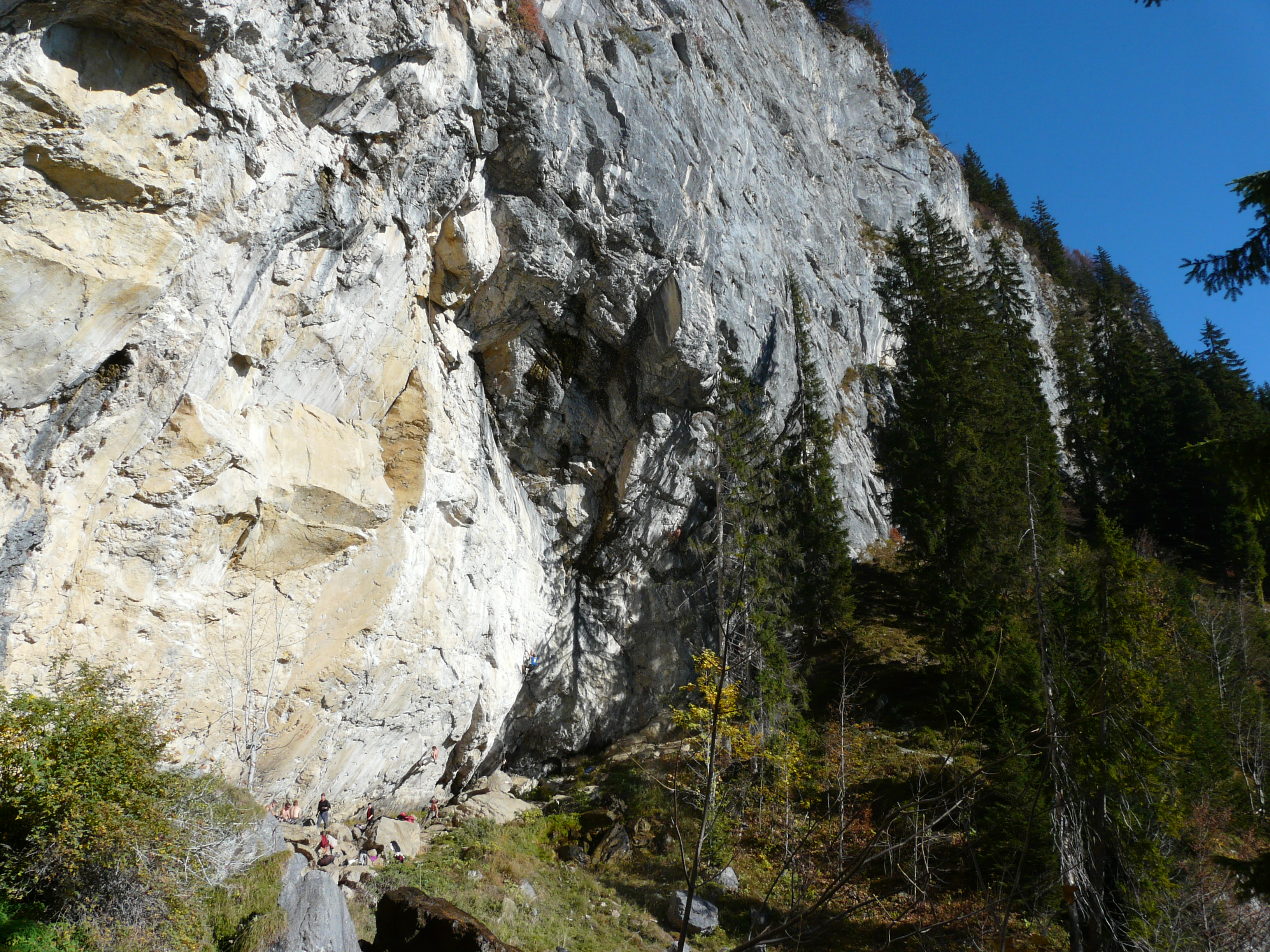
Il sito d'arrampicata nei pressi della cascata: il 9a+ Open Air sale lungo lo strapiombo in ombra al centro della foto